# Mimosa (Cocktail)

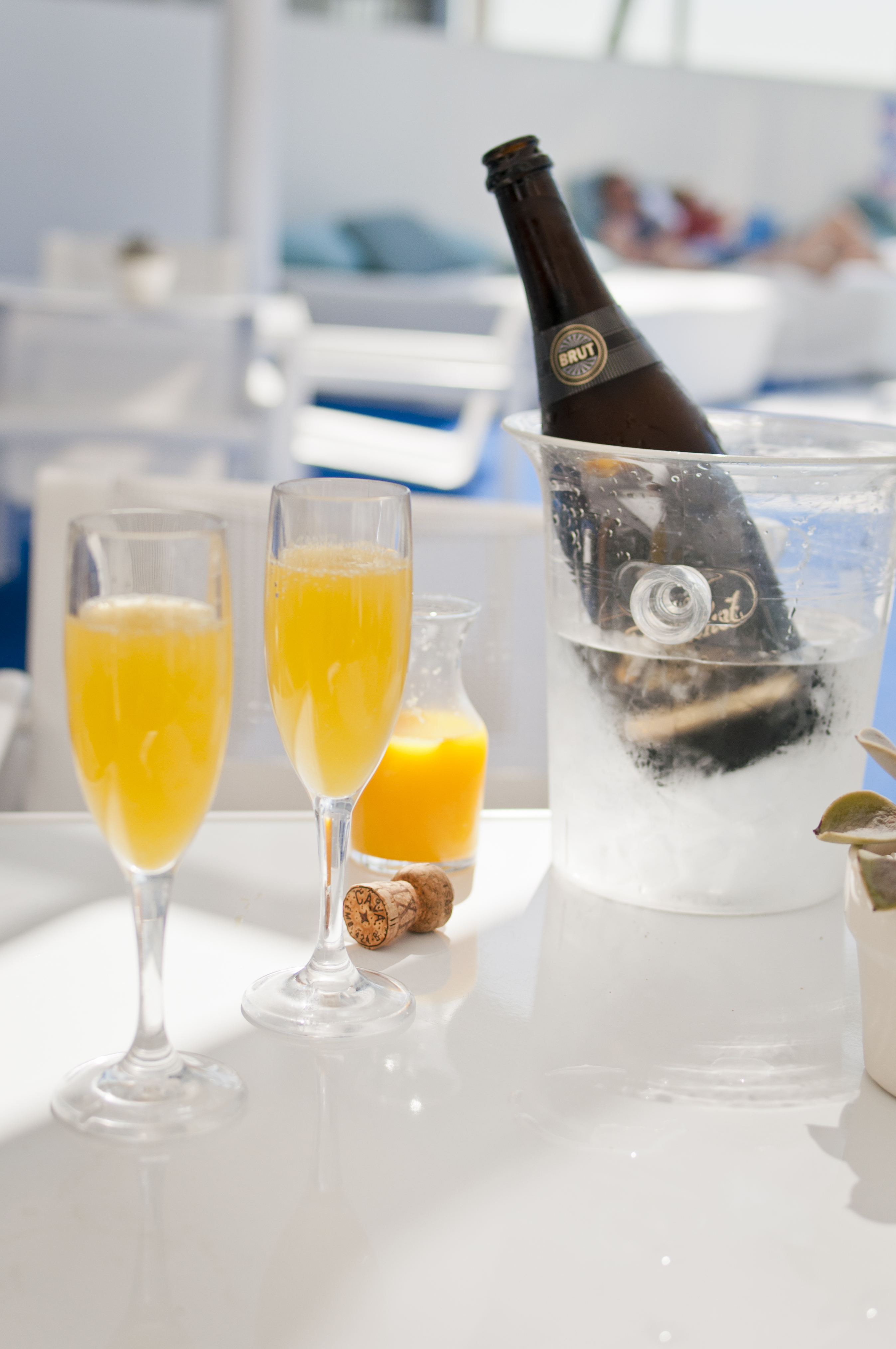
Zwei Mimosa neben einer gekühlten Champagner-Flasche

Als Mimosa wird ein Cocktail bezeichnet, der zu jeweils gleichen Anteilen aus einem Schaumwein, meist Champagner, und Orangensaft besteht. Damit ist der Mimosa dem Buck's Fizz sehr ähnlich, welcher aus denselben Zutaten besteht, allerdings ein anderes Mischungsverhältnis (zwei Teile Schaumwein und ein Teil Orangensaft) aufweist. Es existieren weitere Variationen des Mimosa, bei denen der Orangensaft durch Saft anderer Zitrusfrüchte oder andere Säfte wie Pfirsichsaft ersetzt wird.
Der Mimosa wird in der Regel gut gekühlt im Champagnerglas serviert. Der Cocktail erfreut sich als Getränk zum Brunch insbesondere in den USA zunehmender Beliebtheit.
Der Name des Cocktails geht vermutlich in Anlehnung an die Farbe auf die Pflanze Silber-Akazie zurück, welche im Englischen als Mimosa, im Deutschen als Mimose bezeichnet wird.

## Geschichte
Der Erfinder des Mimosa ist unbekannt; vermutlich wurde der Mimosa ursprünglich in Europa erfunden und insbesondere in Frankreich häufiger getrunken. Im Cocktail-Rezeptebuch The Artistry Of Mixing Drinks von Frank Meier aus dem Jahr 1934 ist der Mimosa bereits aufgeführt:

“In a large wineglass: a piece of Ice, the juice of one-half orange; fill with Champagne stir and serve.”

„In einem großen Weinglas: ein Stück Eis, der Saft einer halben Orange, mit Champagner auffüllen, rühren und servieren.“

Spätestens seit Mitte der 1960er Jahre ist der Cocktail vor allem in Nordamerika populär. Dies wird heute auf einen Zeitungsbericht der Londoner Zeitung Sydney Morning Herald's zurückgeführt, in dem die Zeitung über den Mimosa-Konsum der britischen Königin Elizabeth II. berichtete:

“The Queen, the Duke of Edinburgh, and the Queen Mother all have adopted a Champagne cocktail they call mimosa.”

„Die Königin, der Duke of Edinburgh und die Mutter der Queen schätzen einen Champagner-Cocktail, den sie Mimosa nennen.“

Demnach soll die Queen den Cocktail im Rahmen einer Reise nach Südfrankreich erstmals getrunken und dort schätzen gelernt haben. Auch Alfred Hitchcock soll einem Bericht des London Express von Mai 1966 den Mimosa sehr geschätzt haben. Mitte der 1970er Jahre war der Mimosa neben weiteren Cocktails wie Bloody Mary, Screwdriver und Bull Shot bereits ein verbreitetes Getränk zum Sonntags-Brunch in den Vereinigten Staaten.
Heute gilt der Mimosa als typisches Getränk zum Brunch, während Getränke wie die Bloody Mary ihre Bedeutung beim Brunchen in den Vereinigten Staaten weitgehend verloren haben.